# Heminiphetia fritschi
Heminiphetia fritschi is een insect uit de familie van de dwerggaasvliegen (Coniopterygidae), die tot de orde netvleugeligen (Neuroptera) behoort. 
De wetenschappelijke naam Heminiphetia fritschi is voor het eerst geldig gepubliceerd door Enderlein in 1930.